# 全叶猴欢喜
全叶猴欢喜（学名：Sloanea chingiana var. integrifolia）为杜英科猴欢喜属下的一个变种。